# DKW F8
DKW F8 — це передньопривідний субкомпактний автомобіль марки DKW, випущений компанією Auto Union AG у лютому 1939 року як наступник моделі F7. Як і всі DKW "Frontwagen" (захищена назва), DKW F8 виготовлявся на заводі Audi у Цвікау. Через війну виробництво припинилося в 1942 році після того, як було виготовлено приблизно 50 000 автомобілів. Вже повністю розроблена модель F9 мала замінити F8, але цього так і не сталося. Натомість, після Другої світової війни, Промислова асоціація НДР з будівництва автомобілів випустила майже ідентичну модель IFA F8 на заводі Audi у Цвікау.

## Конструкція
Зовнішній вигляд F8 майже не змінився порівняно з попередником, але кузови були трохи довшими та ширшими, а колісна база була скорочена на 1 см. Як і раніше, модельний ряд складався з простішої та менш потужної моделі "Reichsklasse" та краще оснащеної моделі "Meisterklasse".